# Ensalada caprese

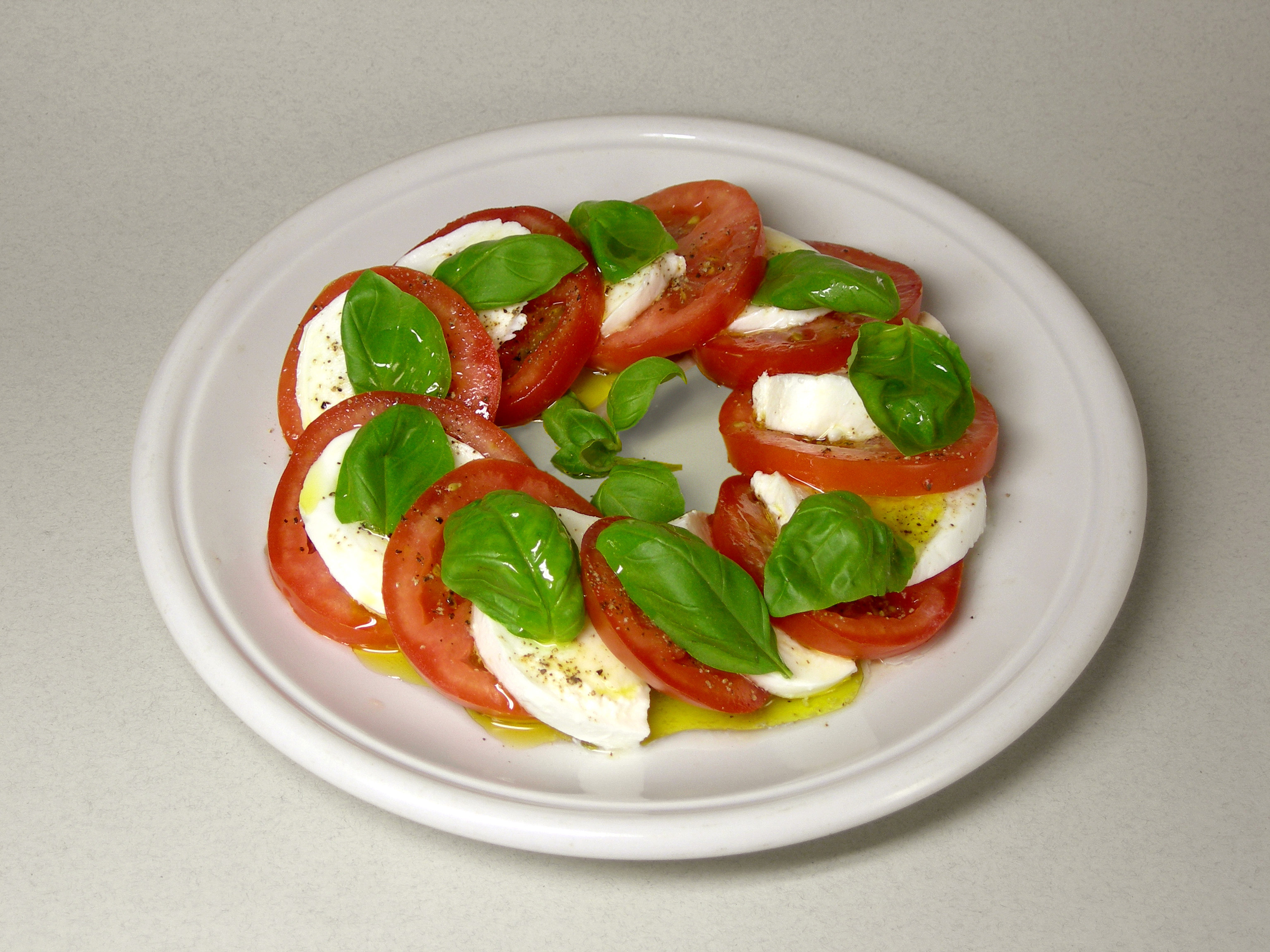
Ensalada caprese tradicional

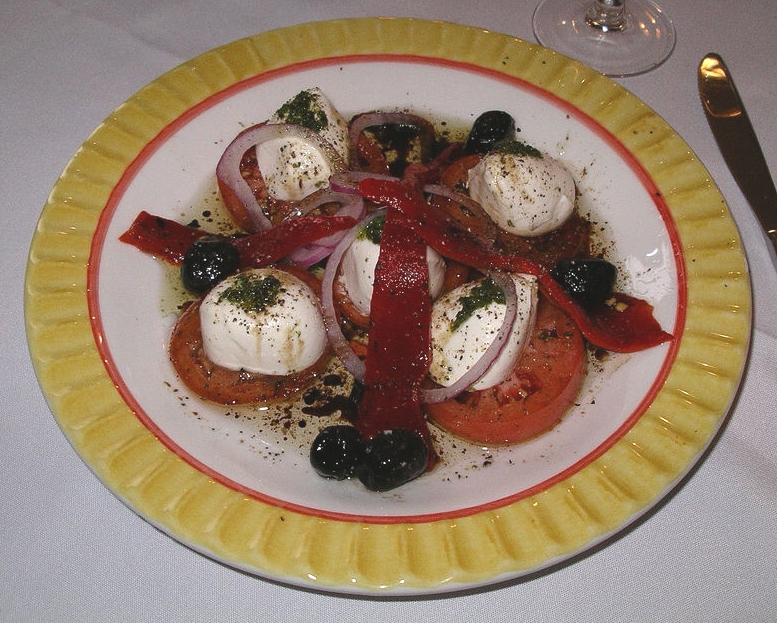
Una variante de la ensalada caprese

La ensalada Caprese, o simplemente Caprese, es una ensalada italiana, típica de la gastronomía napolitana, cuyo nombre procede de la isla de Capri.
Está compuesta por tomate, de la variedad llamada fiascone, originaria de la península sorrentina, o también San Marzano, fior di latte o mozzarella de búfala, todo cortado en rodajas o, mucho más raramente, en una especie de ensalada en cubos. Además, se aliña con aceite, sal y albahaca. Más raramente se añaden orégano (como en la foto) y/o pimienta negra.
Es posible añadir anchoas entre los tomates y la mozzarella. A gusto, se puede agregar orégano.